# Yinlong
Yinlong (nom que vol dir drac amagat en mandarí) és un gènere basal de dinosaures ceratops del Juràssic superior trobat a l'Àsia central. Era un herbívor bípede, petit, fent aproximadament 1,2 metres de llarg. El Yinlong és el més antic i primitiu ceratòpsid conegut per la ciència.

## Descobriment i espècies
Un grup de paleontòlegs dels Estats Units d'Amèrica i de la República Popular de la Xina, incloent-hi en Xu Xing, Jim Clark, Mo Jinyou i na Catherine Forster, el van descriure i anomenar Yinlong el 2006. El nom del gènere deriva del mandarí 隱 (yǐn: "amagat") i 龍 (lóng: "drac"), una referència a la pel·lícula Crouching Tiger, Hidden Dragon, ja que grans parts de la pel·lícula van ésser rodades a l'est de la província xinesa de Xinjiang, prop de la localitat on els fòssils van ésser descoberts. "Long" és el mot més emprat a la Xina pels mitjans de comunicació quan parlen de dinosaures. Així que trobem aquest mot a molts dinosaures trobats allà, com el Dilong, Mei long i Guanlong.
L'espècie fou anomenada després de la mort de Will Downs, un afeccionat a la paleontologia que sovint participava en les expedicions de la Xina. Morí un any abans de descobrir-se el Yinlong.
L'únic material fòssil del qual es disposa és un únic però perfectament conservat esquelet, complet amb el crani, d'un animal gairebé adult, trobat el 2004 de l'Oxfordià (161-156 milions d'anys) de la formació Shishugou.

## Classificació
Un petit òs rostral al final de la mandíbula superior identifica clarament el Yinlong com a ceratòpsid, encara que el crani té diverses característiques especials, sobretot l'ornamentació de l'òs escatós a la teulada del crani, el qual es creia fins ara que era únic dels paquicefalosaures. Aquestes característiques compartides demostren que sí que són animals molt propers, els marginocèfals, que inclouen tant els ceratòpsids com els paquicefalosaures. A més a més, el Yinlong preserva característiques del crani reminiscents de la família Heterodontosauridae, donant suport a la hipòtesi que diu que els heterodontosaures són propers als marginocèfals (Cooper 1985; Zhao et al. 1999; You et al. 2003). El grup el qual conté els marginocèfals i els heterodontosàurids ha sigut anomenat Heterodontosauriformes (Xu et al. 2006).

## Dieta
El Yinlong fou descobert amb set gastròlits a la seua cavitat abdominal. Els gastròlits, pedres emmagatzemades al sistema digestiu, eren utilitzats per trinxar el material vegetal. També han sigut trobats a d'altres ceratòpsids com el Psittacosaurus, però també era un hàbit molt difós entre altres dinosaures ornitisquis], com també entre les aus.